# New Orleans Saints 2004
La stagione 2004 dei New Orleans Saints è stata la 39ª della franchigia nella National Football League. Con un record di 8-8 la squadra si classificò al secondo posto della propria division, mancando i playoff per il quarto anno consecutivo. Degno di nota il fatto che i Saints si trovarono in qualche momento in svantaggio in ogni singola partita.

## Scelte nel Draft 2004
| Scelte dei Saints nel Draft 2004               |        |                  |                  |               |
| Giro                                           | Scelta | Giocatore        | Ruolo            | College       |
| 1                                              | 18     | Will Smith *     | Defensive end    | Ohio State    |
| 2                                              | 50     | Devery Henderson | Wide receiver    | LSU           |
| 2                                              | 60     | Courtney Watson  | Linebacker       | Notre Dame    |
| 5                                              | 139    | Rodney Leisle    | Defensive tackle | UCLA          |
| 5                                              | 156    | Mike Karney      | Fullback         | Arizona State |
| 7                                              | 240    | Colby Bockwoldt  | Linebacker       | BYU           |
| * Convocato per almeno un Pro Bowl in carriera |        |                  |                  |               |

## Roster
| Roster dei New Orleans Saints nel 2003 |
| --- |
| Quarterback - 2 Aaron Brooks - 4 Todd Bouman Running Back - 44 Mike Karney FB - 25 Fred McAfee - 26 Deuce McAllister - 27 Aaron Stecker KR Wide Receiver - 88 Talman Gardner - 19 Devery Henderson - 87 Joe Horn - 84 Michael Lewis - 80 Jerome Pathon - 83 Donté Stallworth Tight End - 85 Ernie Conwell - 89 Lamont Hall - 82 Boo Williams Offensive Linemen - 65 LeCharles Bentley C - 71 Spencer Folau T - 72 Wayne Gandy T - 61 Montrae Holland G - 64 Kendyl Jacox G - 67 Jamar Nesbit G - 68 Victor Riley T - 78 Jon Stinchcomb T Defensive Linemen - 94 Charles Grant DE - 93 Darren Howard DE - 91 Will Smith DE - 98 Willie Whitehead DE Linebacker - 50 James Allen - 57 Colby Bockwoldt - 52 Sedrick Hodge - 56 Orlando Ruff - 54 Darrin Smith - 55 Courtney Watson Defensive Back - 33 Ashley Ambrose CB - 20 Jay Bellamy FS - 37 Steve Gleason SS - 34 Tebucky Jones SS - 22 Fred Thomas CB - 40 Mel Mitchell FS Special Team - 17 Mitch Berger P - 3 John Carney K - 47 Kevin Houser LS Lista delle riserve - 97 Johnathan Sullivan NT (IR) - 59 Derrick Rodgers OLB (IR) Squadra di allenamento - 12 Kliff Kingsbury QB - 63 Chad Setterstrom G |
| Legenda - I rookie sono in corsivo. - Il primo ruolo è il principale mentre gli eventuali successivi indicano i ruoli secondari. - (IR) sta per Injured Reserve ed indica la lista ristretta per un solo giocatore infortunato che può tornare ad allenarsi dopo la settimana 6 e a rientrare in prima squadra dopo che questa ha giocato 8 partite. - (NF-Inj.) / (NF-Ill.) stanno rispettivamente per Non-Football Injured e Non-Football Illness ed indicano le liste dove viene inserito un giocatore che ha un infortunio o una malattia non dipendente dal football americano. - (PUP) sta per Physically Unable to Perform ed indica la lista dove viene inserito un giocatore mentre è in attesa di recuperare la condizione fisica. Nella stagione regolare dopo la sesta partita giocata dalla propria squadra, il giocatore ha tempo tre settimane per riprendere ad allenarsi, più tre settimane aggiuntive dal suo rientro agli allenamenti per rientrare in prima squadra. |

## Calendario
| Stagione regolare |                         |                    |
| Turno             | Avversario              | Risultato          |
| 1                 | Seattle Seahawks        | S 21–7             |
| 2                 | San Francisco 49ers     | V 30–27            |
| 3                 | at St. Louis Rams       | V 28–25            |
| 4                 | at Arizona Cardinals    | S 34–10            |
| 5                 | Tampa Bay Buccaneers    | S 20–17            |
| 6                 | Minnesota Vikings       | S 38–31            |
| 7                 | at Oakland Raiders      | V 31–26            |
| 8                 | Settimana di pausa      | Settimana di pausa |
| 9                 | at San Diego Chargers   | S 43–17            |
| 10                | Kansas City Chiefs      | V 27–20            |
| 11                | Denver Broncos          | S 34–13            |
| 12                | at Atlanta Falcons      | S 24–21            |
| 13                | Carolina Panthers       | S 32–21            |
| 14                | at Dallas Cowboys       | V 27–13            |
| 15                | at Tampa Bay Buccaneers | V 21–17            |
| 16                | Atlanta Falcons         | V 26–13            |
| 17                | at Carolina Panthers    | V 21–18            |

## Classifiche
| NFC South            |    |    |   |      |     |      |     |     |     |
|                      | V  | S  | P | %    | DIV | CONF | PF  | PS  | STR |
| (2) Atlanta Falcons  | 11 | 5  | 0 | .688 | 4–2 | 8–4  | 340 | 337 | S2  |
| New Orleans Saints   | 8  | 8  | 0 | .500 | 3–3 | 6–6  | 348 | 405 | V4  |
| Carolina Panthers    | 7  | 9  | 0 | .438 | 3–3 | 6–6  | 335 | 339 | S1  |
| Tampa Bay Buccaneers | 5  | 11 | 0 | .313 | 2–4 | 4–8  | 301 | 304 | S4  |